# Veni Sancte Spiritus (Mozart)
Pour les articles homonymes, voir K47.
Veni Sancte Spiritus en do majeur, KV. 47, est un motet de Wolfgang Amadeus Mozart, composé à Vienne en 1768, quand le compositeur avait douze ans. Il est écrit pour chœur mixte, voix solistes, orchestre et orgue.

## Structure
L'œuvre comprend deux parties: la mise en musique de l'antienne proprement dite et un grand Alleluia. Le chœur chante de manière quasi continue tout au cours de la composition, à l'exception de deux brèves interventions des solistes. L'orchestre est formé par deux hautbois, deux cors, deux trompettes, deux timbales, cordes et orgue. Dans ce morceau, on peut détecter des influences de la musique religieuse de son père, Leopold Mozart, mais aussi d'autres compositeurs, particulièrement Michael Haydn et Johann Ernst Eberlin.